# حسناء (شاعر)
حسناء حریم یحیی برمکی و شاعربانوی عراقی در دوره اول عباسی بود. در نیمهٔ دوم سدهٔ سوم هجری می‌زیست و در شعرگویی ظریف وصف شده است.